# Elmurod Haqnazarov
Elmurod Haqnazarov (* 1986 in Ferghana, Usbekistan)  ist ein usbekischer Musiker und Komiker. Seit 2012 ist er für seine Rollen im lokalen Comedian-Club „Dizayn“ bekannt.

## Leben
Elmurod Haqnazarov besuchte von 2003 bis 2005 das Kooperative College Fergana, anschließend studierte er von 2005 bis 2009 am Polytechnischen Institut Fergana (Bachelor) und absolvierte von 2009 bis 2011 dort ein Master-Studium.
Seit 2012 ist er Mitglied der lokalen usbekischen Comedygruppe „Dizayn“.
Im Jahr 2020 startete er seine musikalische Karriere im Genre Pop und produzierte sein erstes Musikalbum Bolalik.
Haqnazarov ist verheiratet und hat drei Töchter.

## Filmografie

### Fernsehen
- 2017: Nockaut Battle, Zo`rTv
- 2021: Plus-Minus, Zo`rTv

### Filme
- 2016: Baron
- 2021: Dubayvachcha

## Diskografie
- 2022: Kindheit
- 2022: Brief
- 2022: Erik Haydar
- 2021: Ginnes rep
- 2021: Elmurodman
- 2021: Menschen
- 2021: Fake-Feunde
- 2020: Das Leben
- 2020: Schwarzes Leben
- 2020: Freund